# Тигр підкрадається, дракон ховається
«Тигр підкрадається, дракон ховається», іноді також «Тигр, що підкрадається, дракон, що зачаївся» (кит.: 臥虎藏龍, англ. Crouching Tiger, Hidden Dragon) — фільм тайванського режисера Енга Лі 2000 року.
Легендарний майстер бойових мистецтв Лі Мубай вирішує порвати з минулим і віддає свого меча на зберігання. Проте зброю викрадає незнайомка і Лі підозрює, що це його давній ворог — убивця його вчителя Нефритова Лисиця. Шукаючи злодійку, Лі розкриває історію дівчини Чжен Цзяолун, чия доля пов'язує його з Нефритовою Лисицею та давньою знайомою Юй Сюлянь.

## Сюжет
У Китаї часів династії Цін майстер бойових мистецтв Лі Мубай живе самітником у горах. Медитація нагадує йому про свого вчителя Південного Журавля, колись убитого Нефритовою Лисицею. Лі покидає гори та відвідує свою знайому Юй Сюлянь, яка була заручена з його загиблим другом. Лі просить Юй Сюлянь відвезти його меч «Зелена доля» в Пекін і передати чиновнику Те. Так Лі сподівається позбутися нав'язливих думок про помсту.
Юй Сюлянь відвідує в Пекіні пана Те, який здивований рішенням Лі та підозрює, що в передачі меча є якийсь прихований сенс. Юй Сюлянь знайомиться з Чжен Цзяолун, дочкою губернатора Юя. Дівчина мріє покинути домівку в пошуках пригод, але батьки збираються видати її заміж через кілька днів. Сюлянь відмовляє дівчину від мрій про пригоди. Того ж вечора злодій у масці, проникнувши в будинок пана Те, викрадає «Зелену долю». Зловмисника не вдається зловити, попри переполох серед усіх слуг і втручання Юй. Мубай і Сюлянь за допомоги слуги пана Те — майстра Лі, ідуть за слідами злодія, але вони губляться біля будинку губернатора.
Зранку виявляється, що в місті хтось розшукує Нефритову Лисицю. Майстер Лі довідується, що це поліцейський Цай, і просить його розшукати таємничого злодія, підозрюючи, що то і є Нефритова Лисиця. Вистріливши дротиком із запискою, Нефритова Лисиця викликає Цая на поєдинок опівночі на Жовтому пагорбі.
Тим часом Лі також прибуває до Пекіна і дізнається, що злодійка ховається в будинку губернатора. Лі, поліцейський Цай і його дочка опівночі прибувають на Жовтий пагорб, думаючи спіймати там Нефритову Лисицю. Лі вступає з нею у двобій і майже перемагає, але на допомогу Лисиці приходить невідома дівчина в масці, озброєна «Зеленою долею». Лисиці вдається вбити Цая, а Лі б'ється з незнайомкою та за стилем фехтування розуміє, що Лисиця не могла навчити її. Лі пропонує дівчині навчитися його техніки, але вона нехтує пропозицією та тікає разом з Лисицею.
Лі очікує, що незнайомка ще повернеться і вона дійсно прибуває наступної ночі. Він знову пропонує своє наставництво, відбувається короткий поєдинок і Мубай відбирає «Зелену долю», озброївшись однією лише різкою. Дівчина тікає і прибуває до Нефритової Лисиці. Там виявляється, що незнайомка — це Чжен Цзяолун. Дівчина зустрічає свого коханого — розбійника Ло Сяоху, той пропонує піти з ним. Чжен пригадує як колись Ло напав на караван, в якому вона їхала. Розбійник викрав у Чжен гребінь і вона проявила майстерність фехтування, намагаючись його відібрати. Ло, вражений майстерністю дівчини, забрав її в свою печеру, думаючи зробити союзницею. Потім їй вдалося втекти, але без води Цзяолун знепритомніла і Ло знову забрав її в печеру. Поступово між ними виникло кохання і Цзяолун приєдналася до розбійників, але сумуючи за родиною, покинула їх.
Наступного дня відбувається весілля, під час весільної процесії Ло нападає на паланкін з Цзяолун. Лі та Юй зупиняють його та віднаджують від того аби викрасти наречену. Вони обіцяють влаштувати їм останню зустріч на горі Удан, де медитував Лі. Тим часом Чжен викрадає «Зелену долю» та тікає з дому. Дівчина з'являється в шинку, де встряє у бійку з бандитами. Потім вона переховується в будинку Юй Сюлянь. Та погоджується сховати втікачку, але між ними спалахує бійка за «Зелену долю». Чжен Цзяолун розбиває клинки Сюлянь і ранить її, тоді на допомогу прибуває Лі.
Чжен Цзяолун тікає, а бамбуковий гай, де Лі наздоганяє її та наполягає, що їй потрібен гідний учитель, а не такий, як Нефритова Лисиця. Чжен відповідає, що прийме пропозицію, якщо той відбере в неї меч, використавши всього три рухи. Лі забирає меч за один рух, але дівчина не згідна скоритися йому. Тоді він викидає «Зелену долю» у водоспад, Чжен кидається за ним у воду й ледве не тоне. Її рятує Нефритова Лисиця та виходжує в печері в лісі.
Лі та Юй знаходять печеру, Нефритова Лисиця нападає на них із засідки, проте Лі вбиває її. Однак, Лисиця встигає вистрілити в нього отруєним дротиком. Юй Сюлянь поспішно готує протиотруту, але не встигає її використати. Лі помирає в неї на руках і дає зрозуміти, що кохав її все життя.
Юй повертає меч в будинок пана Те. Чжен Цзяолун приїжджає до гори Удан і проводить останню ніч зі своїм коханим Ло. Вранці Ло просить її поїхати разом з ним в пустелю. Дівчина згадує легенду, яку він їй розповів: якщо чиста душею людина стрибне в прірву, то лишиться жива і її бажання здійсниться. Вона стрибає в безодню та зникає в тумані.

## В ролях
- Юньфат Чоу — Лі Мубай
- Мішель Єо — Юй Сюлянь
- Чжан Цзиї — Джен Цзяолун
- Чанг Чен — Ло "Темна хмара" Сяо Хоу

## Нагороди
2000 — Премія «Оскар»: Найкращий іноземний фільм, Найкраща робота художника-постановника, Найкраща операторська робота, Найкраща музика до фільму.